# Ngasinan (Kragan)
Ngasinan is een bestuurslaag in het regentschap Rembang van de provincie Midden-Java, Indonesië. Ngasinan telt 1511 inwoners (volkstelling 2010).